# Gibraltarstraat
De Gibraltarstraat is een straat in de Gibraltarbuurt, Landlust, Amsterdam-West. De straat kreeg per raadsbesluit van 27 april 1933 haar naam, een vernoeming naar de Zeeslag bij Gibraltar van 25 april 1607.

## Ligging en geschiedenis
De straat begint in het oosten aan de Solebaystraat, loopt vervolgens westwaarts. Na de kruising met de Van Gentstraat maakt de straat een bocht van 45 graden naar het noorden, dit herhaalt zich nog een keer zodat de Gibraltarstraat in een rechte hoek eindigt op een ventweg van de Haarlemmerweg, Rijksweg 200. De straat is de naamgever van de buurt.

## Gebouwen
De straat biedt plaats aan voornamelijk woningen met hier en daar een winkel. In het stuk ten oosten van de Van Gentstraat is de achterzijde van de Boomkerk te vinden en een school. Op huisnummer 61 stond een deel van de Sint Mariaschool, ontworpen door Karel Petrus Tholens, die haar voorgevel heeft aan de Admiraal de Ruyterweg; het deel aan de Gibraltarstraat werd rond 2005 gesloopt.
De noordzijde (even nummers) biedt plaats aan delen van woonblokken die door architect Piet Kramer zijn ontworpen voor de Maatschappij ter verkrijging van eigen woningen. Het bestaat uit een variatie van 3- en 4-lagenbouw aan de noordelijke gevelwand, doorlopend tot in de zijstraten en eindigend op de Haarlemmerweg. Het complex is tijdens de crisisjaren in 1936 tot 1938 gebouwd in een sobere versie van de Amsterdamse School.
Aan de zuidzijde zijn de huisnummers 31-41 ontworpen door architect Zeeger Gulden voor de woningstichting Hoogbouw en Tuindorp, die hier in 1933/1934 actief was. Dit complex loopt door tot in de Kijkduinstraat 45-105, alwaar nog een gevelsteen geplaatst werd. De huisnummers 63-75 zijn ontworpen door Arend Jan Westerman. Op nummer 61 kwam in 2006-2008 opnieuw een school (Brede School De Boomgaard), ditmaal ontworpen door Oltshoorn Ontwerp-Bouwadvies, die de stijl zelf omschreef als "aangepast aan de Amsterdamse School".

## Kunst
Voor wat betreft kunst in de openbare ruimte zijn de volgende werken te zien:
- het Gibraltarbadje van Ko Mulder en architect Cornelis Keesman van de Keesmanblokken
- Vrouw met kruik van Gerrit Bolhuis, een fonteinbeeld uit 1950 aan de rand van het badje
- Twee pelikanen, een gevelreliëf van Jaap Kaas op Gibraltarstraat 52
- Vrouw met kind van Frits Sieger, een gevelreliëf op de hoek met de Haarlemmerweg.

## Afbeeldingen

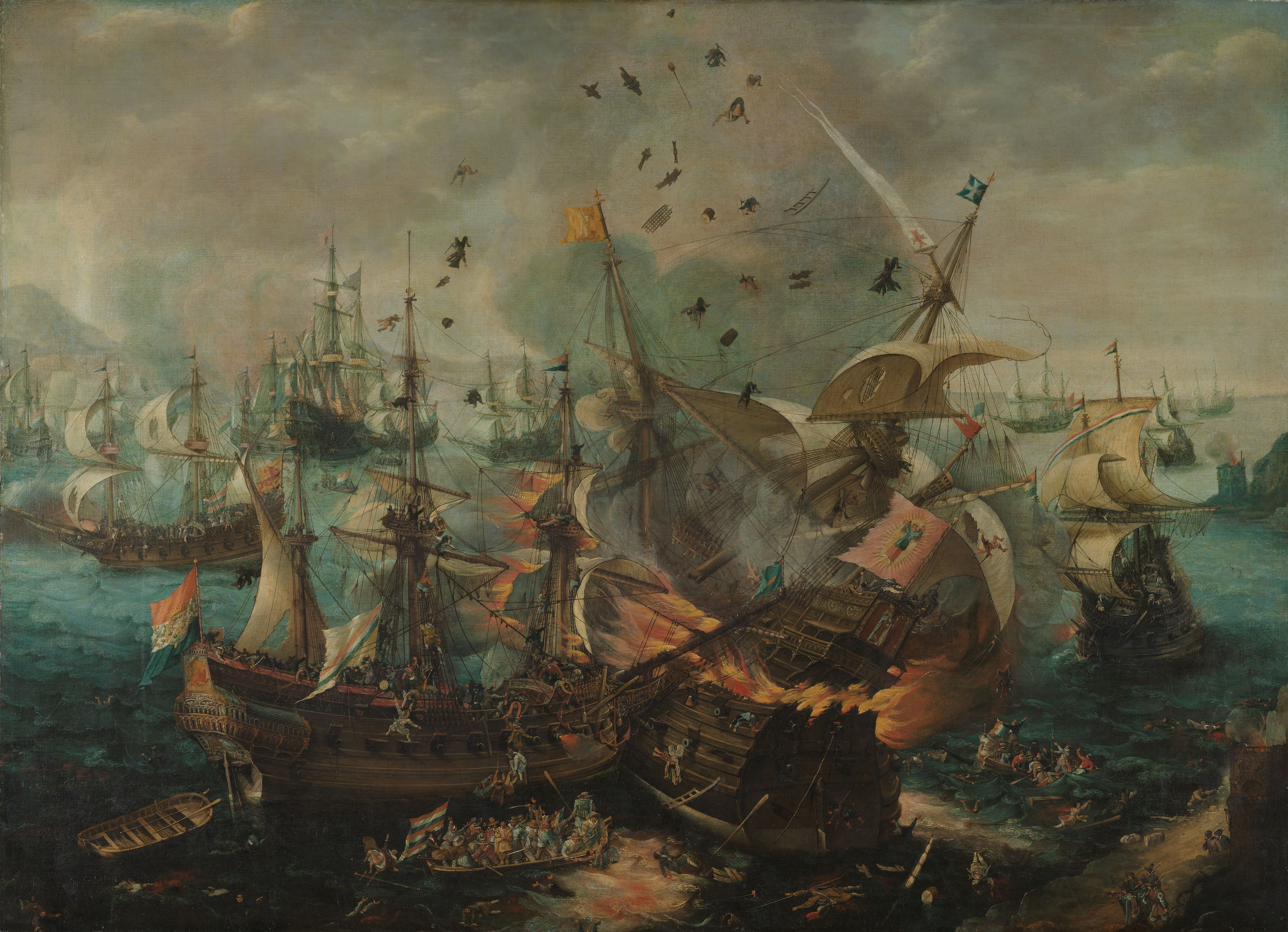
Zeeslag van Gibraltar door Cornelis Claesz. Van Wieringen uit circa 1621
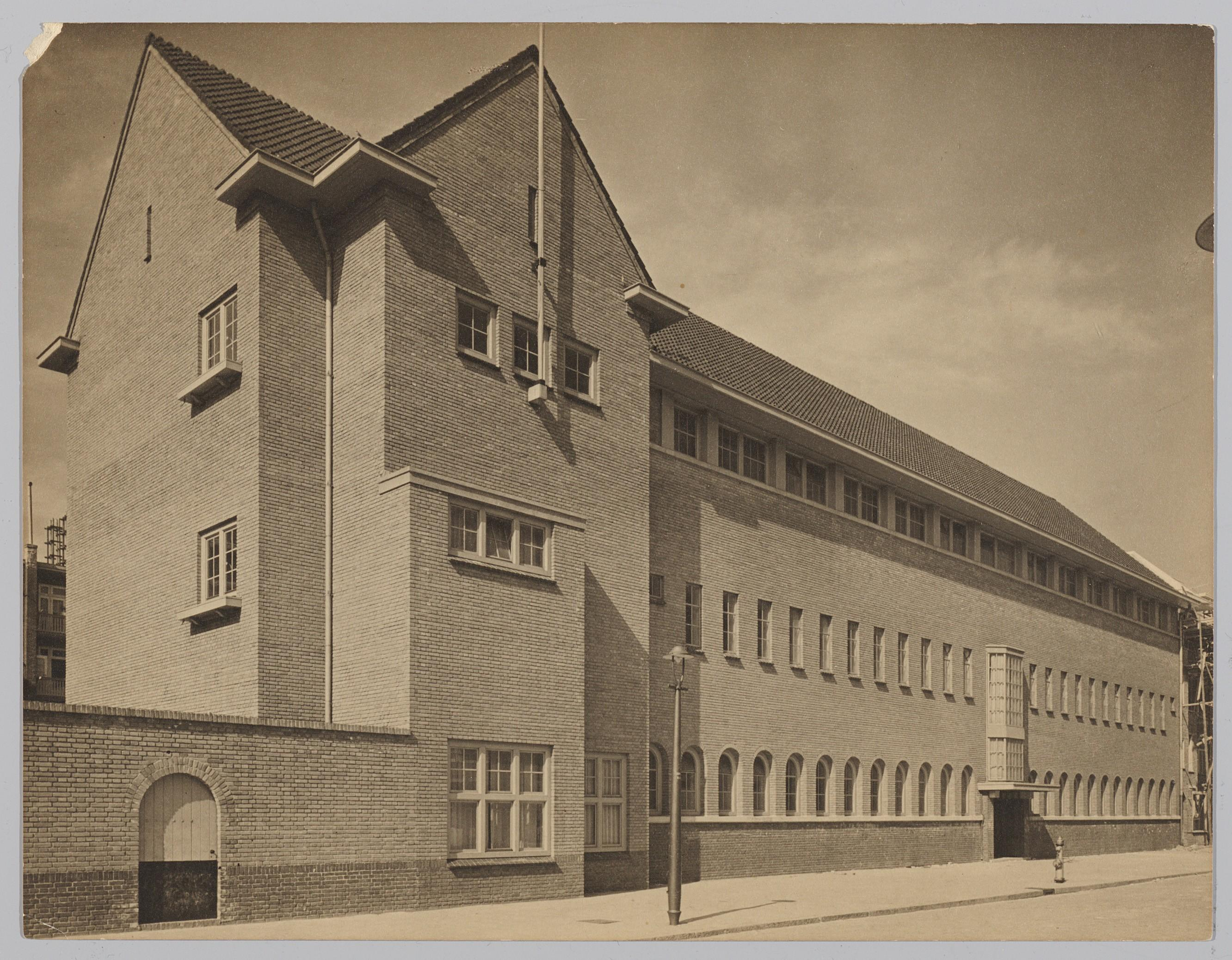
De in 2005 gesloopte school rond 1936
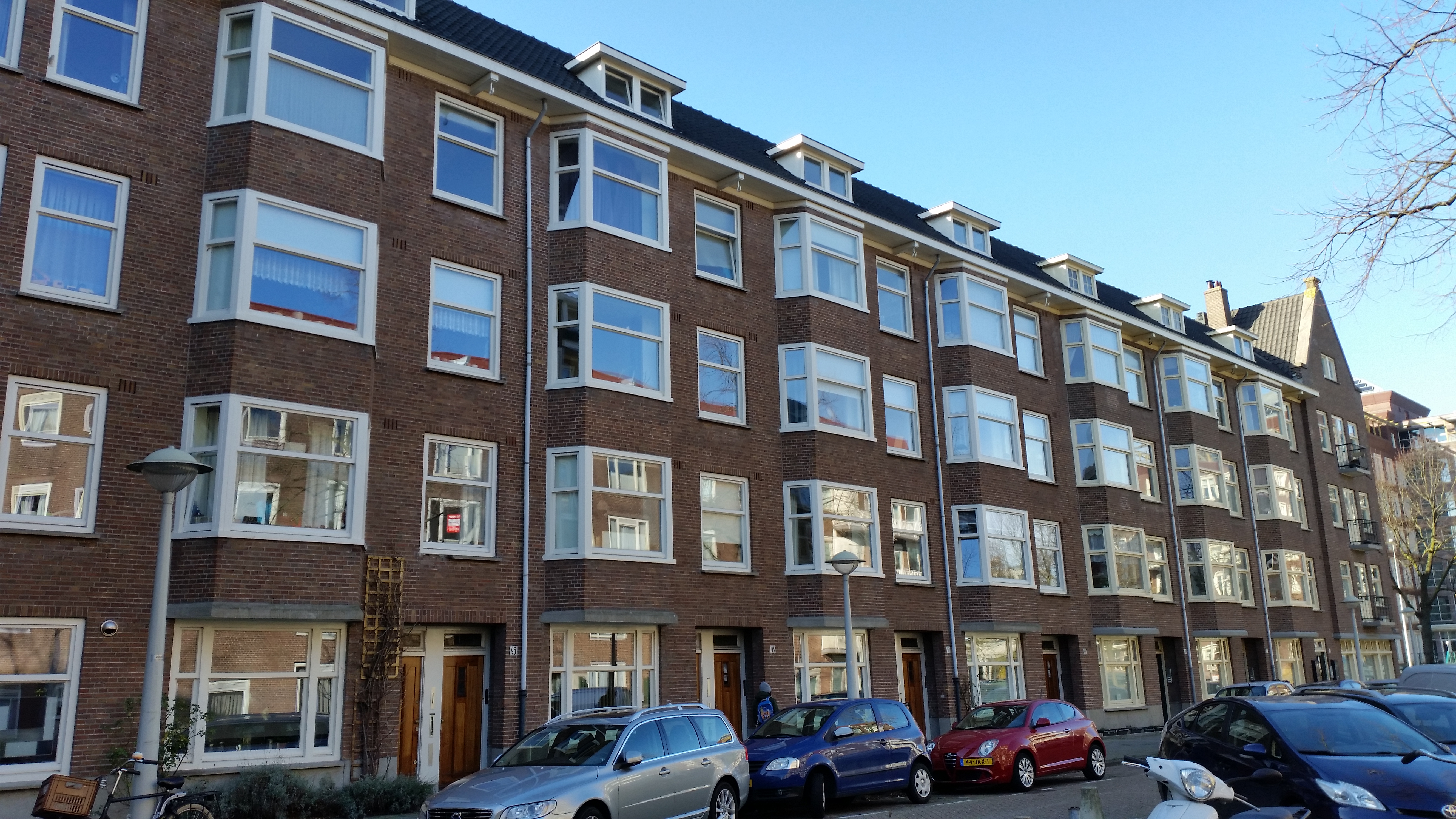
Gibraltarstraat 93-105 (maart 2019)
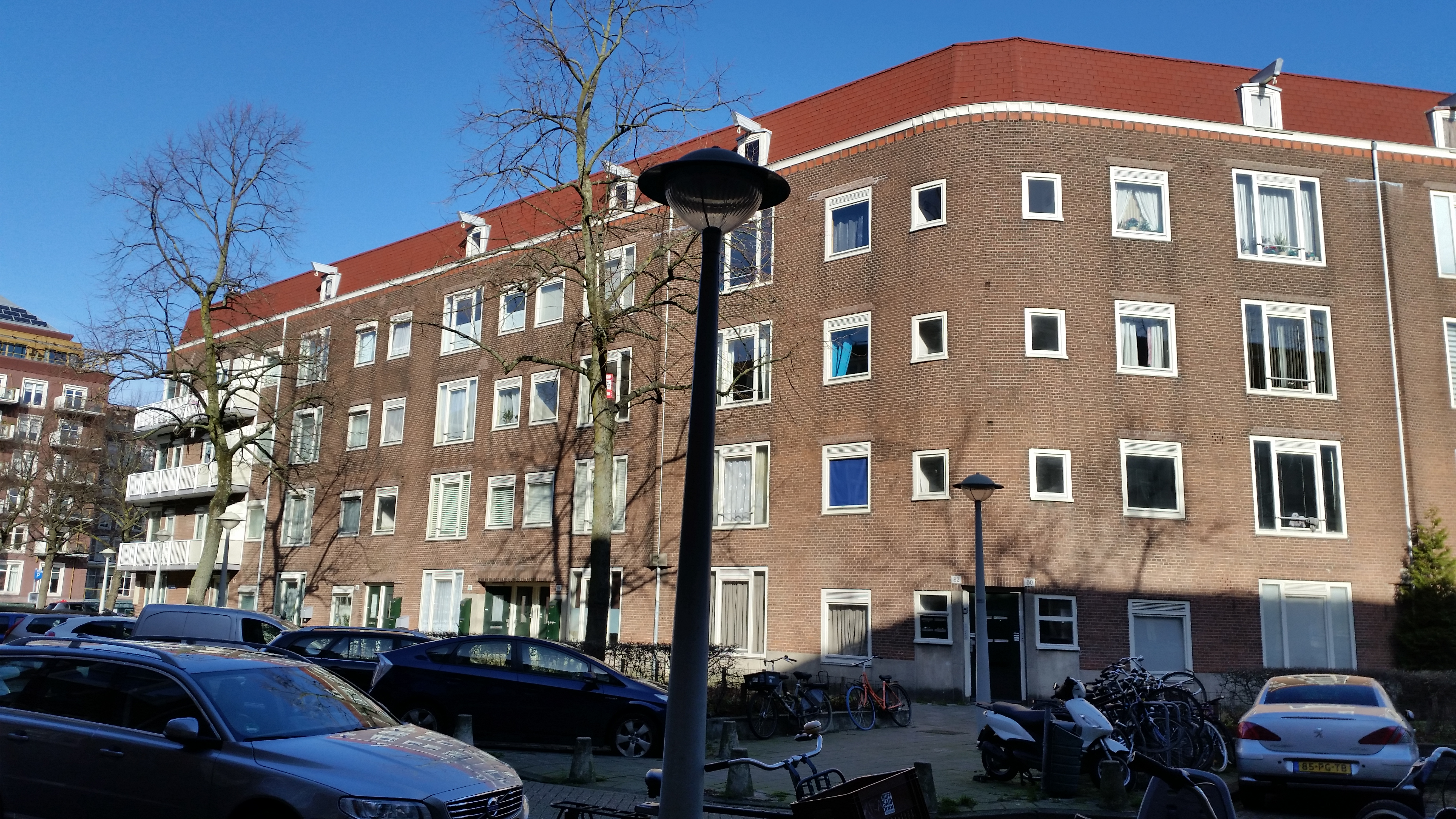
Gibraltarstraat 84-88 (maart 2019)
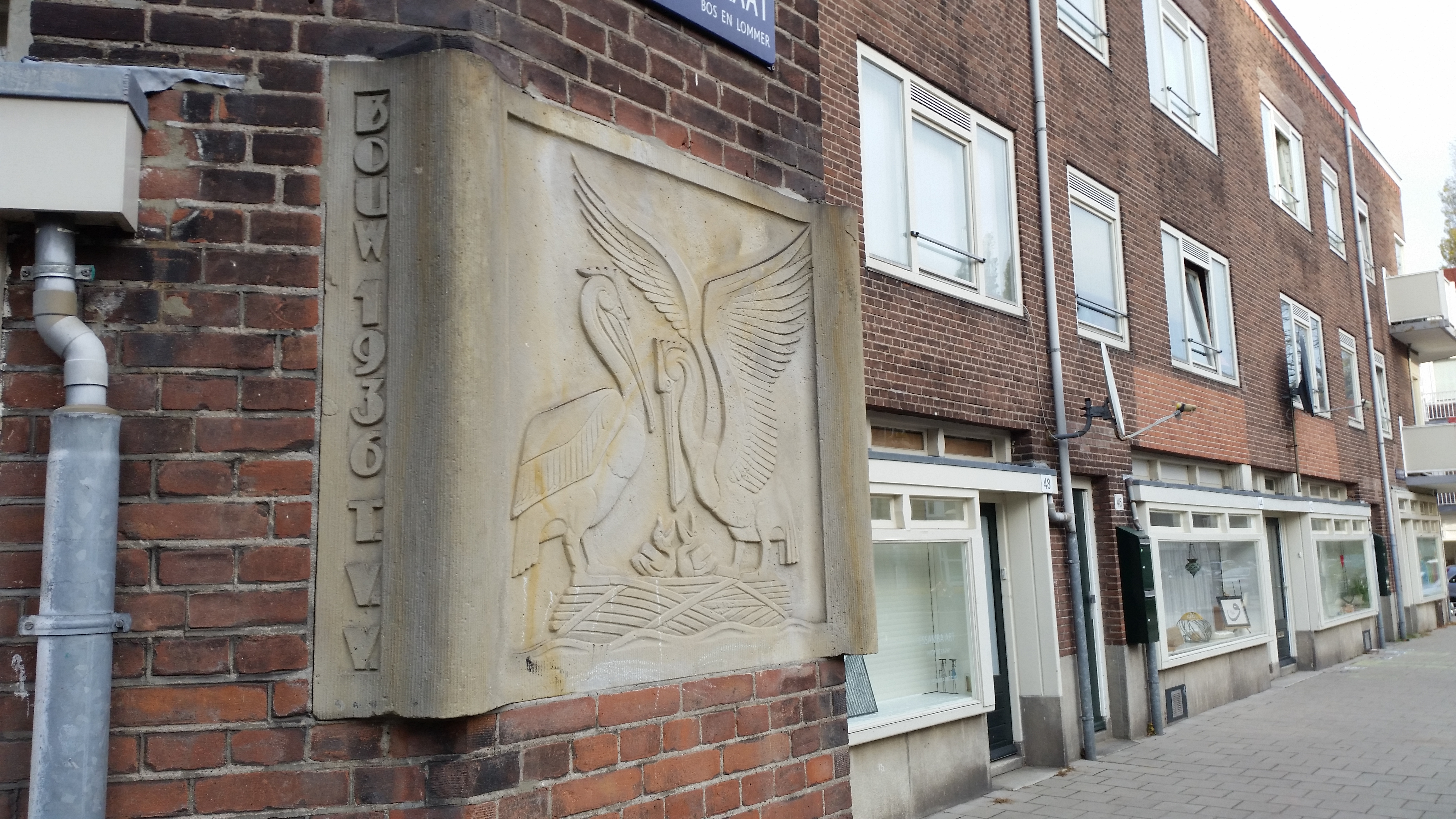
Twee pelikanen van Jaap Kaas (november 2018)